# 下梅尔茨巴赫
下梅尔茨巴赫是德国巴伐利亚州的一个市镇。总面积27.75平方公里，总人口1706人，其中男性853人，女性853人（2011年12月31日），人口密度61人/平方公里。